# Makoto Koichi
Makoto Koichi (小市 眞琴 Koichi Makoto?, Prefectura de Nagano, 17 de febrero de 1992) es una actriz de voz japonesa afiliada a Stay Luck.

## Biografía
Koichi nació en la Prefectura de Nagano y creció en Tokio. Ingresó a una escuela secundaria con un departamento de teatro, donde adquirió experiencia actuando en el escenario. Koichi fue elegida como Minami Iwasaki en un musical de Lucky Star titulado Lucky Star ≈ On Stage. Se interesó en la actuación de voz después de ver el anime Lucky Star para poder estudiar su personaje en el musical. En 2014, Koichi se unió a la agencia de doblaje Atomic Monkey, e interpretó su primer personaje principal en el videojuego Toys Drive. En abril de 2021, Koichi dejó Atomic Monkey y se trasladó a Stay Luck.

## Filmografía
Los papeles principales están en negrita

### Anime

#### Series de televisión
| Año  | Título                                                                             | Rol                           | Refs.         |
| ---- | ---------------------------------------------------------------------------------- | ----------------------------- | ------------- |
| 2016 | Nurse Witch Komugi-chan R                                                          | Tsukasa Kisaragi              | [ 8 ]         |
| 2016 | Battle Spirits: Double Drive                                                       | Shunta Mogami                 | [ 9 ]         |
| 2017 | Aho Girl                                                                           | Akuru Akutsu (niño)           | [ 1 ]         |
| 2018 | Sanrio Danshi                                                                      | Seiichiro Minamoto (niño)     | [ 1 ]         |
| 2018 | Märchen Mädchen                                                                    | Drew Verhoeven                | [ 1 ]         |
| 2018 | Hakumei to Mikochi                                                                 | Sasanami                      | [ 1 ]         |
| 2018 | Saiki Kusuo no Psi-nan 2                                                           | Okajima                       | [ 1 ]         |
| 2018 | Cinderella Girls Gekijō 3rd Season                                                 | Haru Yūki                     | [ 10 ]        |
| 2018 | Radiant                                                                            | Mister Bobley                 | [ 11 ]        |
| 2019 | Egao no Daika                                                                      | Yuni Vanquish                 | [ 12 ]        |
| 2019 | Dōkyonin wa Hiza, Tokidoki, Atama no Ue.                                           | Hayato Yasaka                 | [ 1 ]         |
| 2019 | Radiant 2nd Season                                                                 | Mister Bobley                 | [ 13 ]        |
| 2020 | Infinite Dendrogram                                                                | Rook Holmes                   | [ 14 ]        |
| 2020 | Ishuzoku Reviewers                                                                 | Elza                          | [ 15 ]        |
| 2020 | Monster Musume no Oisha-san                                                        | Glenn Litbeit (niño)          | [ 1 ]         |
| 2020 | 100-man no Inochi no Ue ni Ore wa Tatte Iru                                        | Yuka Tokitate                 | [ 16 ]        |
| 2020 | Kami-tachi ni Hirowareta Otoko                                                     | Kufo                          | [ 17 ]        |
| 2020 | Maōjō de Oyasumi                                                                   | Dawner el héroe (niño)        | [ 1 ]         |
| 2021 | Sayonara Watashi no Cramer                                                         | Mao Tsukuda                   | [ 18 ]        |
| 2021 | Osananajimi ga Zettai ni Makenai Love Comedy                                       | Sueharu Maru (niño)           | [ 19 ]        |
| 2021 | 100-man no Inochi no Ue ni Ore wa Tatte Iru 2nd Season                             | Yuka Tokitate                 | [ 20 ]        |
| 2021 | Night Head 2041                                                                    | Yūya Kuroki (niño)            | [ 21 ]        |
| 2021 | Mushoku Tensei: Isekai Ittara Honki Dasu Part 2                                    | Rakrana                       | [ 22 ]        |
| 2021 | Sekai Saikō no Ansatsusha, Isekai Kizoku ni Tensei Suru                            | Lugh Tuatha Dé (niño)         | [ 23 ]        |
| 2022 | Kunoichi Tsubaki no Mune no Uchi                                                   | Aogiri                        | [ 24 ]        |
| 2022 | Lycoris Recoil                                                                     | Sakura Otome                  | [ 25 ]        |
| 2022 | Yōkoso Jitsuryoku Shijō Shugi no Kyōshitsu e 2nd Season                            | Kayano Onodera                | [ 26 ]        |
| 2022 | Tensei Kenja no Isekai Life                                                        | Lisa                          | [ 27 ]        |
| 2022 | Hataraku Maō-sama!!                                                                | Sadao Maō (niño)              | [ 28 ]        |
| 2022 | Kōkyū no Karasu                                                                    | Kōshun Ka (niño)              | [ 29 ]        |
| 2022 | Fumetsu no Anata e Season 2                                                        | Kai Renald Roulle (niño)      | [ 30 ]        |
| 2023 | Bungō Stray Dogs 4th Season                                                        | Teruko Ōkura                  | [ 31 ]        |
| 2023 | Tomo-chan wa Onnanoko!                                                             | Junichiro Kubota (niño)       | [ 28 ]        |
| 2023 | The Legend of Heroes: Sen no Kiseki Northern War                                   | Lavian Winslet                | [ 32 ]        |
| 2023 | Hikari no Ō                                                                        | Kaho                          | [ 33 ]        |
| 2023 | Jigokuraku                                                                         | Nurugai                       | [ 34 ]        |
| 2023 | The iDOLM@STER Cinderella Girls: U149                                              | Haru Yūki                     | [ 35 ]        |
| 2023 | Watashi no Yuri wa Oshigoto Desu!                                                  | Sumika Tachibana              | [ 36 ]        |
| 2023 | Undead Girl Murder Farce                                                           | Shizuku Hasei                 | [ 37 ]        |
| 2023 | Rurouni Kenshin                                                                    | Yahiko Myōjin                 | [ 38 ]        |
| 2023 | Bungō Stray Dogs 5th Season                                                        | Teruko Ōkura                  | [ 39 ]        |
| 2023 | Shiro Seijo to Kuro Bokushi                                                        | Erik                          | [ 40 ]        |
| 2023 | Shangri-La Frontier                                                                | Oicazzo/Kei Uomi              | [ 41 ]        |
| 2023 | Kage no Jitsuryokusha ni Naritakute! 2nd Season                                    | Claudia                       | [ 42 ]        |
| 2023 | Bōshoku no Berserk                                                                 | Memil Vlerick                 | [ 43 ]        |
| 2023 | Atarashii Jōshi wa Do Tennen                                                       | Yūsei Shirosaki (niño)        | [ 44 ]        |
| 2023 | Potion-danomi de Ikinobimasu!                                                      | Hector                        | [ 45 ]        |
| 2024 | Ishura                                                                             | Lucelles                      | [ 46 ]        |
| 2024 | Hikari no Ō 2nd Season                                                             | Kaho                          | [ 47 ]        |
| 2024 | Tensei Shitara Dai Nana Ōji Datta no de, Kimama ni Majutsu o Kiwamemasu            | Lloyd de Saloum               | [ 48 ]        |
| 2024 | Rinkai!                                                                            | Kōme Hōfu                     | [ 49 ]        |
| 2024 | Date A Live V                                                                      | Elliot Baldwin Woodman (niño) | [ 50 ]        |
| 2024 | Kami no Tō: Ōji no Kikan                                                           | Beniamino Cassano (niño)      | [ 51 ]        |
| 2024 | Isekai Shikkaku                                                                    | Nir                           | [ 52 ]        |
| 2024 | Re:Zero kara Hajimeru Isekai Seikatsu 3rd Season                                   | Lusbel Kallard                | [ 53 ]        |
| 2024 | Kekkon Surutte, Hontō Desu ka                                                      | Akane Saitō                   | [ 54 ]        |
| 2024 | Rurouni Kenshin: Meiji Kenkaku Romantan: Kyoto Dōran                               | Yahiko Myōjin                 | [ 55 ]        |
| 2024 | Tsuma, Shōgakusei ni Naru.                                                         | Takeru                        | [ 56 ]        |
| 2024 | Saikyō no Shienshoku "Wajutsushi" dearu Ore wa Sekai Saikyō Clan o Shitagaeru      | Marion                        | [ 57 ]        |
| 2024 | Yōkai Gakkō no Sensei Hajimemashita!                                               | Mameko Maizuka                | [ 58 ]        |
| 2024 | Shangri-La Frontier                                                                | Oicazzo/Kei Uomi              | [ 59 ]        |
| 2025 | Medalist                                                                           | Riō Sonidori                  | [ 60 ]        |
| 2025 | Honey Lemon Soda                                                                   | Noa                           | [ 61 ]        |
| 2025 | Dōse, Koishite Shimaunda.                                                          | Kizuki Hazawa (niño)          | [ 62 ]        |
| 2025 | Sōsei no Aquarion: Myth of Emotions                                                | Rimiya Tsukishiro             | [ 63 ]        |
| 2025 | Sakamoto Days                                                                      | Niño                          | [ 64 ]        |
| 2025 | Sentai Red Isekai de Bōkensha ni Naru                                              | Grossa                        | [ 65 ]        |
| 2025 | Ginga Tokkyū Milky☆Subway                                                          | Kanata                        | [ 66 ]        |
| 2025 | Busu ni Hanataba wo.                                                               | Keisuke Ueno                  | [ 67 ]        |
| 2025 | Gakkō de wa Oshiete Kurenai Taisetsu na Koto                                       | Kanta Tokiwa; Madre de Seita  | [ 68 ] [ 69 ] |
| 2025 | Tensei Shitara Dai Nana Ōji Datta no de, Kimama ni Majutsu o Kiwamemasu 2nd Season | Lloyd de Saloum               | [ 70 ] [ 71 ] |
| 2025 | Yūsha Party o Tsuihō Sareta Shiro Madōshi, S-Rank Bōkensha ni Hirowareru           | Lloyd (niño)                  | [ 72 ]        |
| 2025 | Sozai Saishuka no Isekai Ryokōki                                                   | Brolite                       | [ 73 ]        |
| 2026 | Jigokuraku 2nd Season                                                              | Nurugai                       | [ 74 ]        |

#### Películas
| Año  | Título                                    | Rol    | Refs.  |
| ---- | ----------------------------------------- | ------ | ------ |
| 2022 | Nanatsu no Taizai: Ensa no Edinburgh      | Minika | [ 75 ] |
| 2025 | Odekake Kozama Movie: Tokai no Otomodachi | Manabu | [ 76 ] |

#### ONAs
| Año  | Título                                       | Rol            | Refs.  |
| ---- | -------------------------------------------- | -------------- | ------ |
| 2016 | Brotherhood: Final Fantasy XV                | Marilith       | [ 1 ]  |
| 2019 | Kengan Ashura                                | Tomoko Matsuda | [ 77 ] |
| 2019 | Kengan Ashura Part 2                         | Tomoko Matsuda |        |
| 2021 | The Missing 8                                | Punkun         | [ 78 ] |
| 2022 | Shiyakusho                                   | Rin Onoda      | [ 79 ] |
| 2023 | Shūmatsu no Valkyrie II                      | Castor         |        |
| 2023 | Kengan Ashura Season 2                       | Tomoko Matsuda | [ 80 ] |
| 2024 | Code Geass: Dakkan no Rozé                   | Ash (niño)     | [ 81 ] |
| 2025 | Lycoris Recoil: Friends are Thieves of Time. | Sakura Otome   | [ 82 ] |

### Videojuegos
| Año  | Título                              | Rol               | Refs.  |
| ---- | ----------------------------------- | ----------------- | ------ |
| 2014 | Toys Drive                          | Takuto Leonard    | [ 6 ]  |
| 2016 | Labyrinth of Refrain: Coven of Dusk | Fritz             | [ 83 ] |
| 2016 | Pokémon Ga-Olé                      | Jugador masculino | [ 1 ]  |
| 2017 | Robot Girls Z Online                | Raigarn           | [ 84 ] |
| 2018 | Monster Hunter: World               | Receptionista     | [ 1 ]  |
| 2018 | The Idolmaster Cinderella Girls     | Haru Yūki         | [ 1 ]  |
| 2018 | Higurashi no Naku Koro ni Hō        | Mion Sonozaki     | [ 1 ]  |
| 2018 | Princess Connect! Re:Dive           | Kaya              | [ 1 ]  |
| 2018 | WarioWare Gold                      | 9-Volt, Kurina    | [ 85 ] |
| 2018 | Girls' Frontline                    | F1, M1897         | [ 1 ]  |
| 2019 | Samurai Shodown                     | Shizumaru Hisame  | [ 1 ]  |
| 2020 | Caravan Stories                     | Hayami            | [ 1 ]  |
| 2020 | Dragon Quest X                      | Rascal            | [ 1 ]  |
| 2021 | BlazBlue Alternative: Dark War      | Akane Teruhiko    | [ 1 ]  |
| 2022 | Path to Nowhere                     | Tetra             | [ 86 ] |
| 2022 | Neural Cloud                        | Jessie            | [ 87 ] |

### Doblaje
- Más allá del tiempo como Joven Henry DeTamble (Jason David)[88]